# Henri Le Sidaner
Henri-Eugène Le Sidaner, né le 7 août 1862 à Port-Louis (Île Maurice) et mort le 16 juillet 1939 à Paris, est un peintre postimpressionniste français.

## Biographie

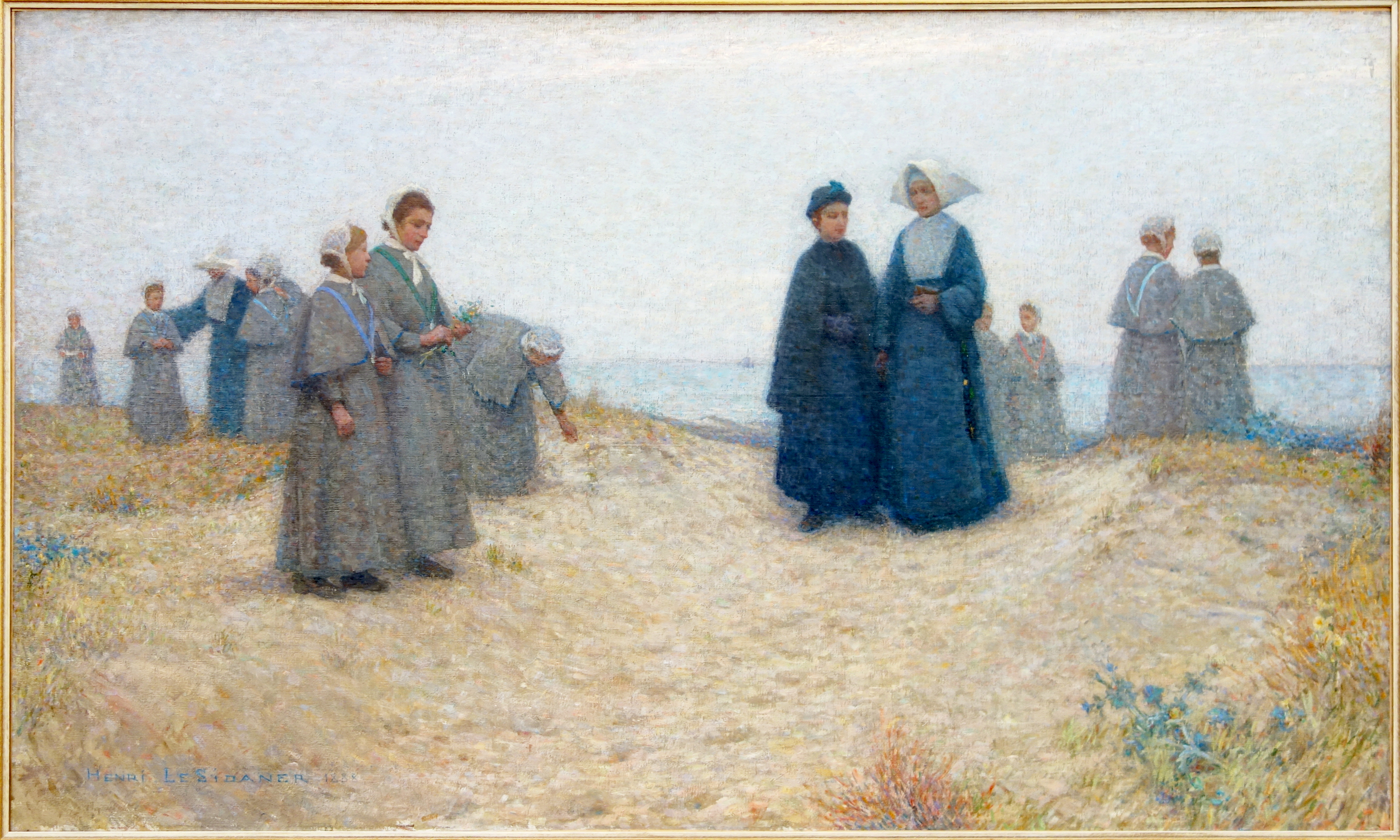
La Promenade des orphelines, Berck (1888), musée des Beaux-Arts de Dunkerque.

Fils d'un capitaine au long cours, mort au cours d'une tempête dans la Manche en 1880, Henri Le Sidaner passe son enfance à Dunkerque. Boursier de cette ville, il part étudier la peinture à Paris, où il découvre l'impressionnisme et la peinture d'Édouard Manet qui le trouble. En 1882, il est reçu à l'École des beaux-arts de Paris, puis en 1884 y est admis dans l'atelier d'Alexandre Cabanel qui le soutiendra toujours.
Il part s'installer à Étaples en 1884 à l'hôtel Ioos. Il dit: « j'ai le souvenir le plus émouvant du jour et de l'heure où je subis l'impression inoubliable de mon arrivée à Étaples, de ce bain dans l'air et la lumière, de la sensation de vie saine et vierge qui m'attendait ». Il y rencontre d'autres peintres venus travailler comme lui dans la région, comme Eugène Chigot, son ami d'enfance, avec lui, il organise en 1892 le salon des peintres d'Étaples dédié à cette colonie des peintres français et étrangers qui fréquentent cette région. Il y restera jusqu'en 1893, travaille dans la solitude le plus souvent et ses œuvres de l'époque se rapprochent du réalisme sentimental d'un Jean-Charles Cazin.
En 1887, il expose au Salon des artistes français et peint de jeunes bergères dans le décor des dunes du Nord. En 1891, il est nommé officier d’Académie par le ministère de l'Instruction publique, et obtient une médaille de troisième classe et une bourse de voyage pour son tableau La Bénédiction de la mer, vaste composition acquise par l'État, actuellement au musée des Beaux-Arts et d'Archéologie de Châlons-en-Champagne. Il entretient une correspondance nourrie avec ses amis Henri Martin, Edmond Aman-Jean, Ernest Laurent ou encore Henri Duhem.
En 1892, il visite l'Italie et la Hollande — où il se lie avec le peintre Frits Thaulow — et fait des portraits de jeunes Hollandaises. Au Salon, il présente L'Autel des orphelines (musée des Beaux-Arts d'Arras) dernière importante composition religieuse pour cet artiste non-croyant, mais troublé par le sentiment de recueillement. Il se lie d'amitié avec Émile Claus. Il quitte Étaples et s'installe à Paris au 5, rue Émile-Allez, où il a pour voisin le musicien Gabriel Fauré, interprète des poètes symbolistes. Il se lie à plusieurs personnalités proches du symbolisme, comme Émile Verhaeren et Georges Rodenbach, ou les critiques Camille Mauclair et Roger Marx. Il rejoint la Société nationale des beaux-arts, présente le Départ de Tobie et une première série de deux motifs à des heures différentes : Paysage de neige et Soir de neige. Il reste fidèle à ce Salon pendant près de trente ans et fait partie du conseil d'administration.
En 1895, il expose chez Georges Petit — qui le représentera —, concentre son inspiration sur les effets crépusculaires et continue de détruire la plus grande partie de sa production. Sa première exposition personnelle à la galerie Mancini en 1897 connaît un succès critique et il expose  Les Âmes blanches et Lumières cendrée au Salon. En 1898, il expose à La Libre Esthétique à Bruxelles, et Le Dimanche, sommet de sa période symboliste, est présenté au Salon. Un séjour décisif à Bruges de 1898 à 1900 avec sa compagne Camille Navarre, et dont Jules Rais écrira qu'il y « tendit un miroir aux buées de la mort », consacre son inspiration symboliste. En juin 1899, il rejoint la Société nouvelle de peintres et de sculpteurs, avec une première exposition collective à la galerie Georges Petit à Paris en mars 1900.
Gustave Soulier écrit dans La Revue blanche en 1901, qu'il est le « Maeterlinck de la peinture ».
Après avoir vécu près de Beauvais, à Gerberoy, il s'installe à Versailles,, où il demeurera jusqu'à sa mort, d'un infarctus, à Paris. George Desvallières, Albert Acremant, Camille Mauclair et Georges Huisman ont prononcé des discours lors de son inhumation à Versailles.
Henri Le Sidaner est le père de l'écrivain Louis Le Sidaner, le cousin du dramaturge Albert Willemetz, dont il a fait le portrait en 1937, et le frère de Marthe, qui a épousé, en 1908, le peintre Georges Rouault. Marcel Proust le cite dans À la recherche du temps perdu, le comparant à Elstir.

## Hommage
Pour rendre hommage à Henri Le Sidaner, plusieurs communes ont donné son nom à une voie de leur commune : Créteil, Dunkerque, Étaples : rue Henri Le Sidaner, Gerberoy, Montpellier et Versailles.

## Le Sidaner à Gerberoy

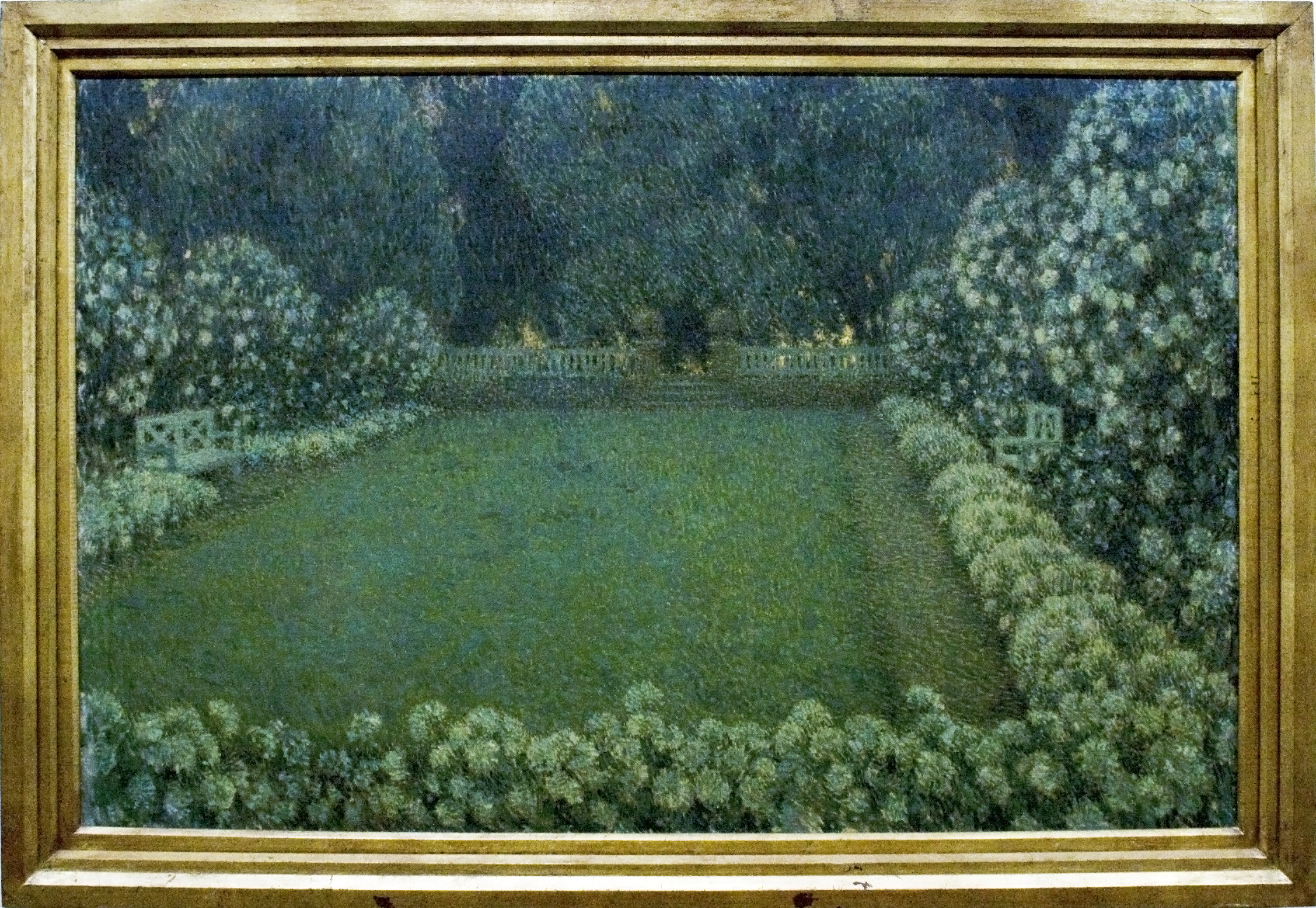
Le Jardin blanc au crépuscule (1912), Bruxelles, musées royaux des Beaux-Arts de Belgique.

C'est sur les conseils du céramiste Auguste Delaherche que l'artiste découvrit Gerberoy, petite ville délaissée de l'Oise où il acheta une maison qu'il restaura peu à peu. Ses différents déplacements en France et à l'étranger lui avaient procuré maintes sensations intimistes. Seul Gerberoy fut propice à une  création fertile en devenant presque le thème principal de son œuvre (plus d'une centaine de toiles produites). Dès 1901, il propose au Salon des vues de la cité, puis il se focalise progressivement sur la partie architecturale phare de la maison, à savoir la façade, ses fenêtres, ses volets. Dans la recherche de l'instant intime, de « l'arrêt sur image », les toiles de Gerberoy émanent d'une douceur de vivre incomparable en même temps qu'elles déclinent selon l'heure et la saison des accords chromatiques variés. L'artiste passe le printemps et l'été de l'année 1903 à Gerberoy, où il commence à peindre des motifs d'intérieur à la fenêtre ouverte et des tables de jardin, des crépuscules. À l'aide d'un soigneux arrangement de nature morte, le peintre décline harmonieusement la sensation du « temps qui s'arrête ».
Son jardin est orné de son buste réalisé par le sculpteur Pierre Roche.

## Œuvre
Aux alentours de l'année 1900, il se consacre désormais à une peinture intimiste dont se trouve exclue la figure humaine : jardins déserts, tables servies pour d'hypothétiques hôtes, campagnes solitaires, expriment une vision silencieuse et paisible avec une technique post-impressionniste et un chromatisme retenu aux nuances chaudes, à la tonalité raffinée et douce qui nimbent ses scènes moins de mystère que d'une espèce de religiosité. Son inspiration au contact de nombreux voyages s'élargira et perdra son mystère au profit d'un art plus décoratif, dont le succès ne se démentira pas. Décrivant les personnages que le peintre à disposées dans un calme paysage (Le Dimanche, 1898, musée de la Chartreuse de Douai) : « elles sont un chœur blanc de rêves indécis, de figures neigeuses, aux yeux naïfs… », déclare Gabriel Mourey.
Le Sidaner bénéficiera en 1931 d'une importante rétrospective à Bruxelles, inaugurée par la reine Astrid.

## Galerie

Œuvres d'Henri Le Sidaner
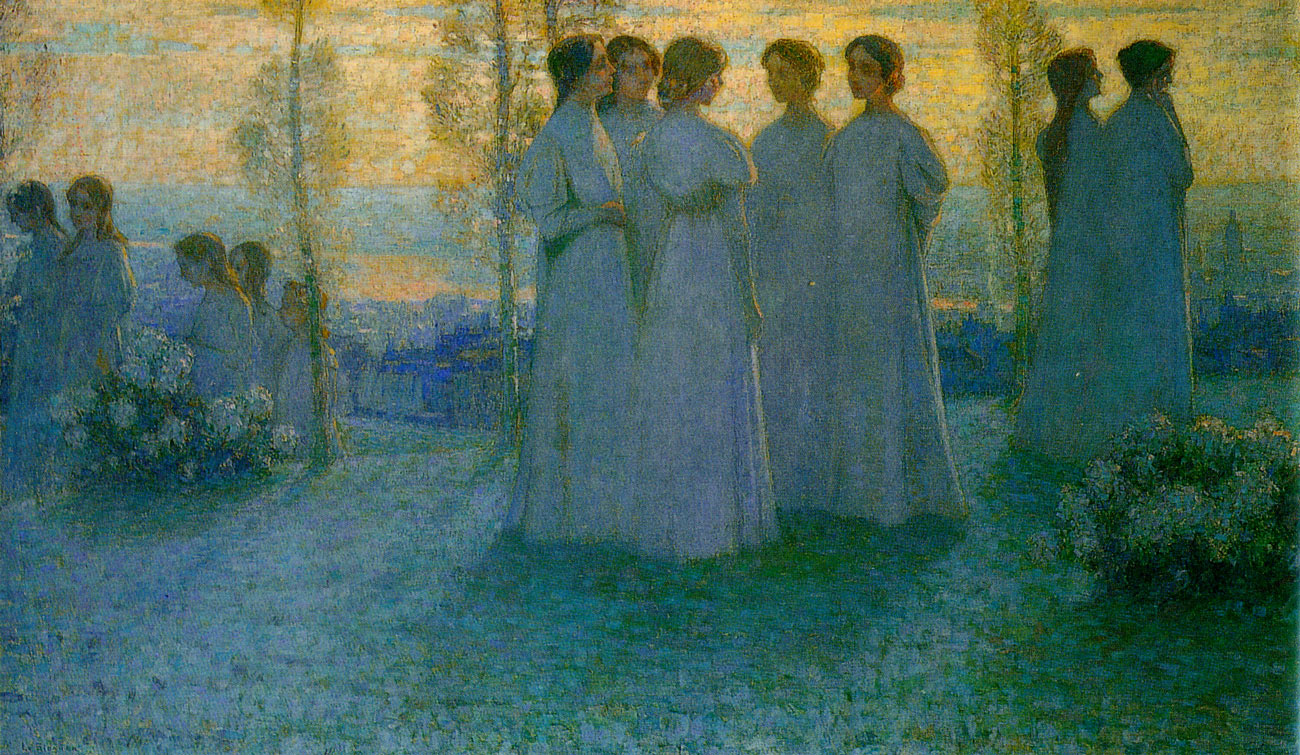
Le Dimanche (1898), musée de la Chartreuse de Douai.
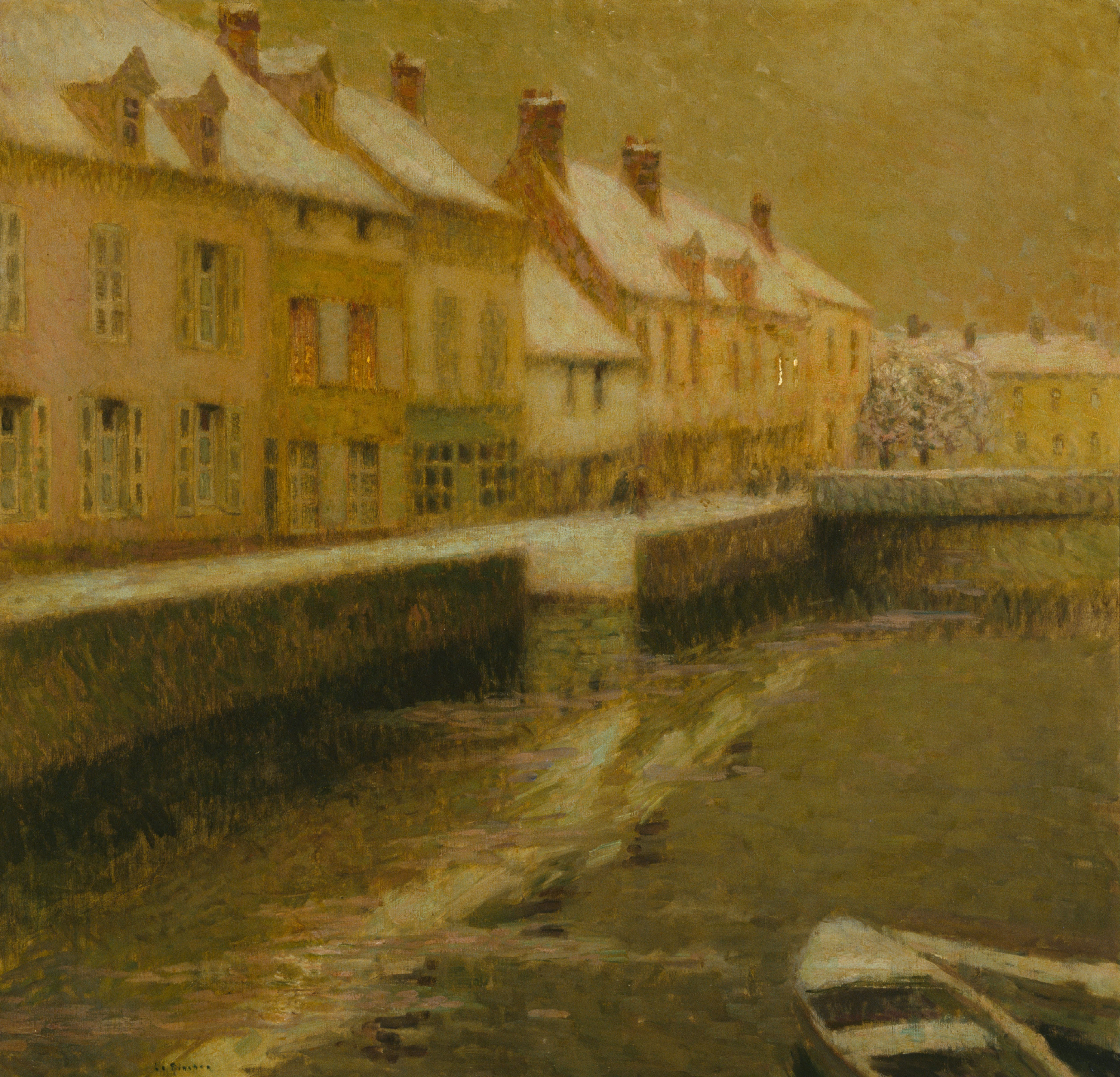
Canal à Bruges, hiver (1899), Sydney, galerie d'art de Nouvelle-Galles du Sud.
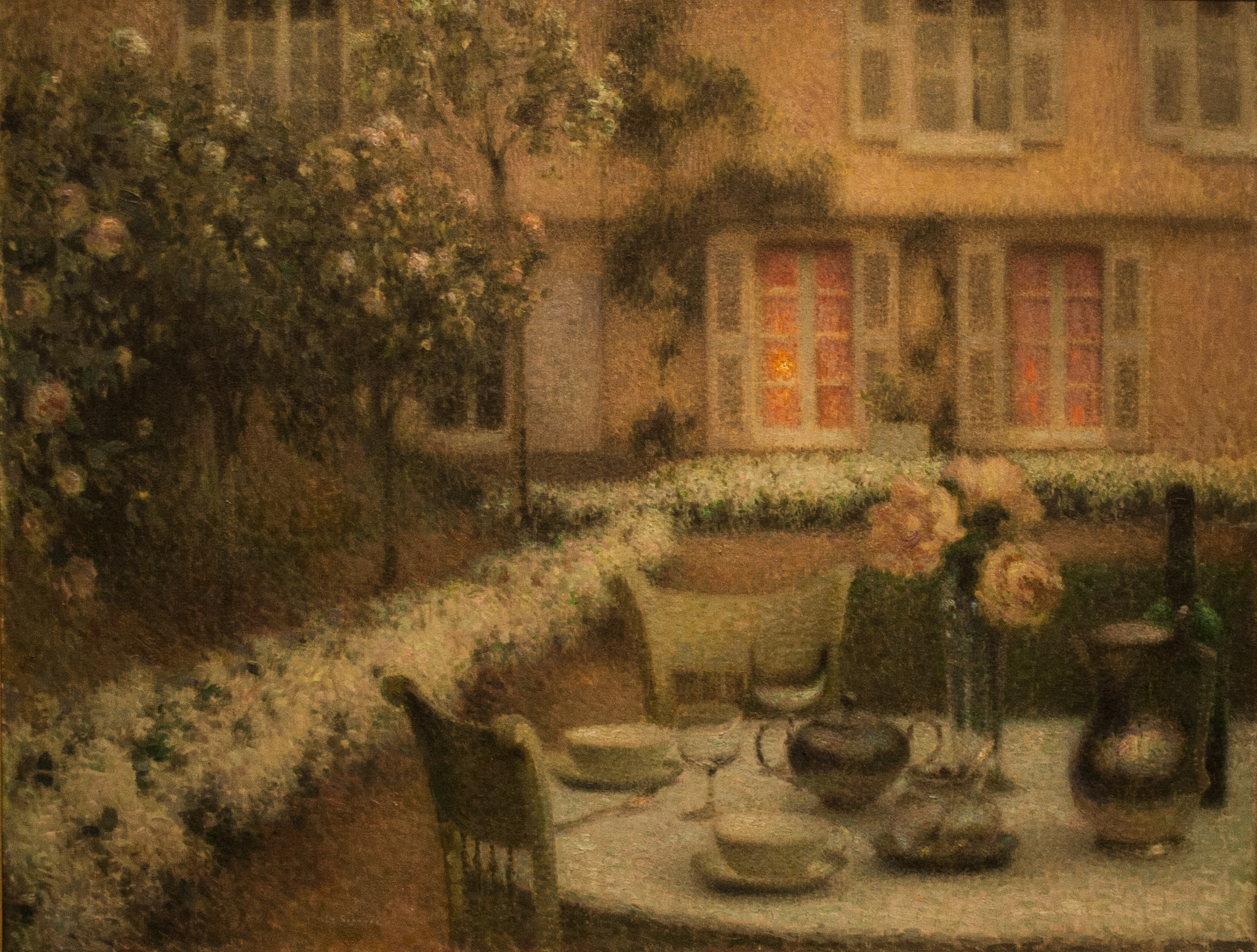
La Table dans le jardin blanc à Gerberoy (1900), musée des Beaux-Arts de Gand.
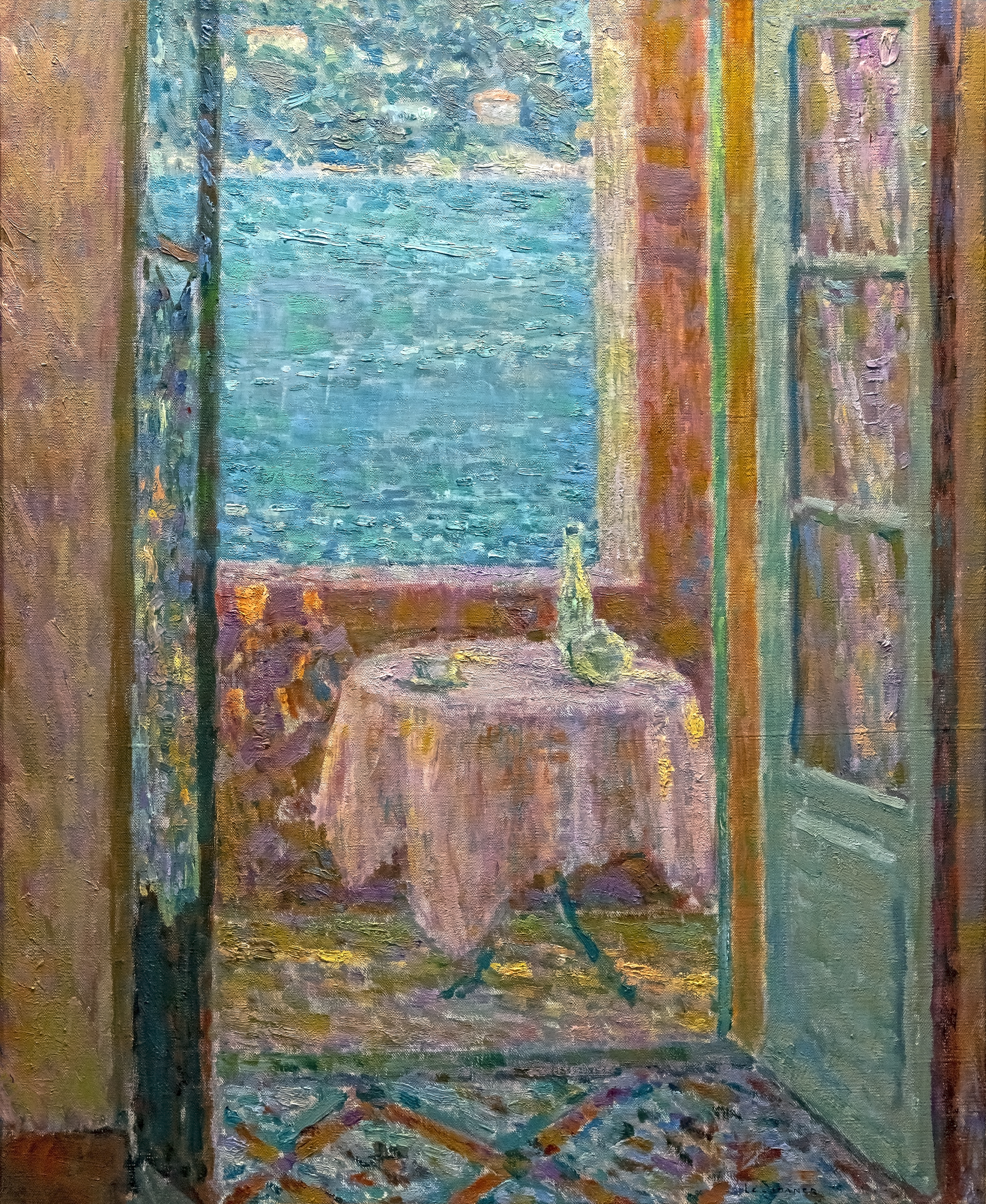
La Table de la mer, Villefranche-sur-Mer (1920), Toulouse, Fondation Bemberg.
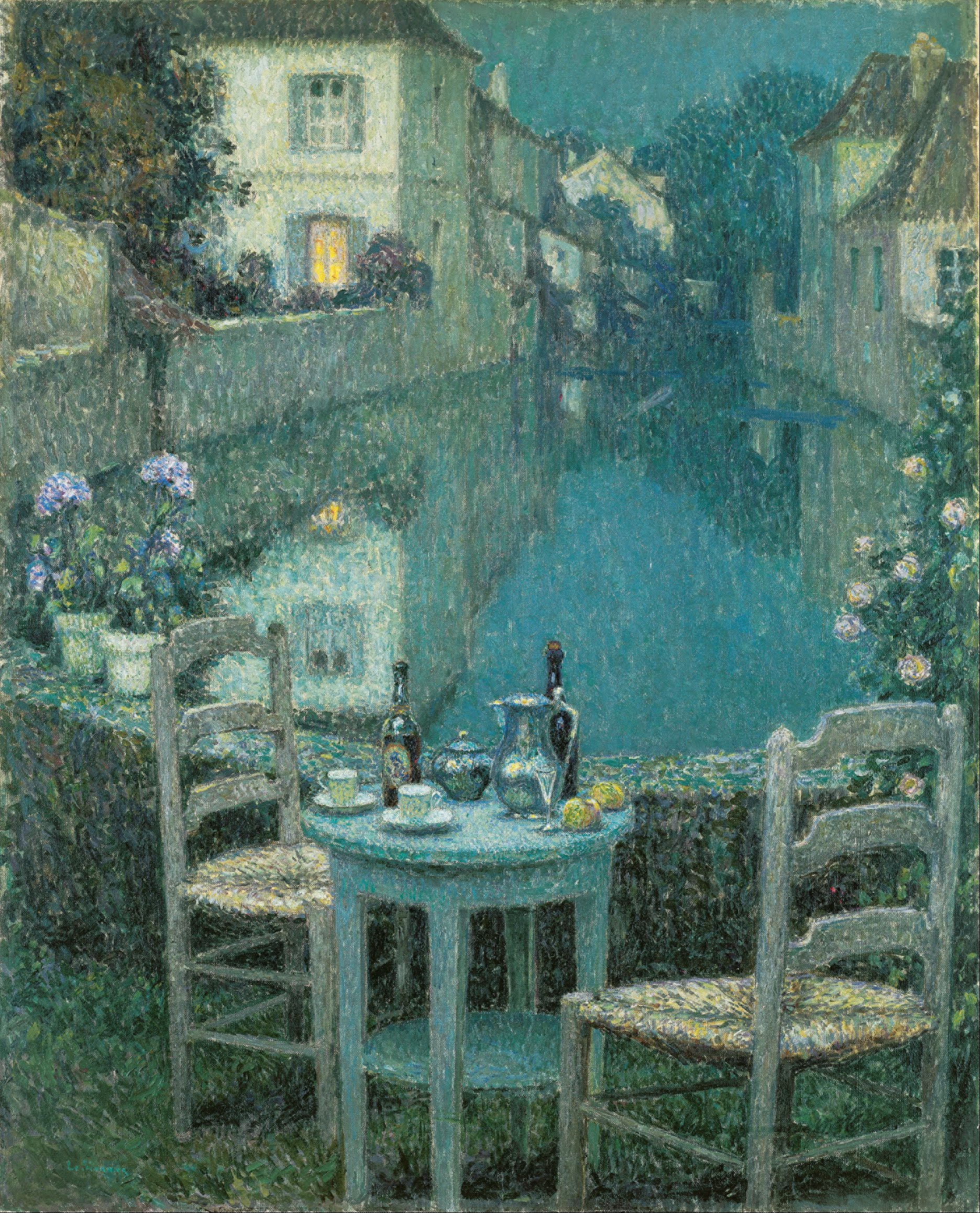
Une petite table au crépuscule (1921), Kurashiki, musée d'art Ohara.
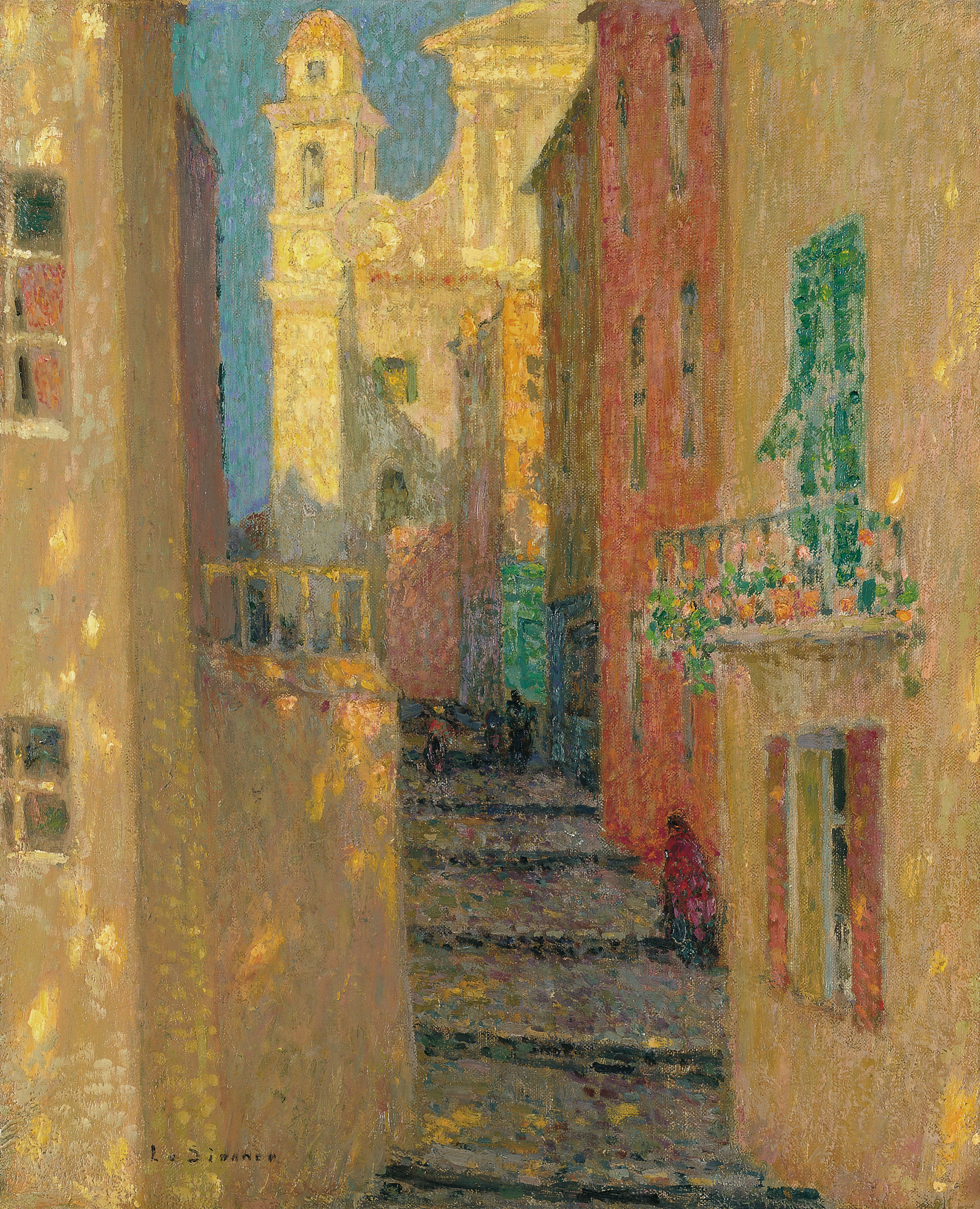
La Rue de l'église, Villefranche-sur-Mer (1928), Madrid, musée Thyssen-Bornemisza.
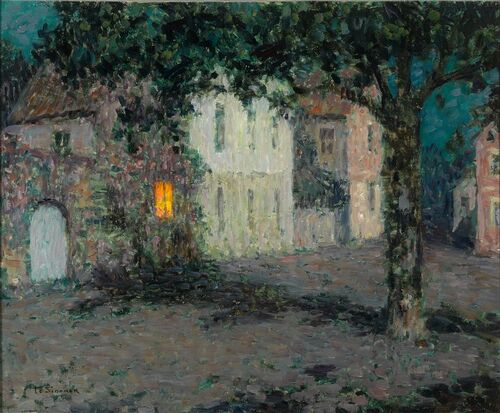
Place de Cherbourg le soir (1934), Rotterdam, musée Boijmans Van Beuningen.

## Collections publiques

### Afrique du sud
- Johannesburg Art Gallery
  - La Fenêtre sur la rivière, 1908, huile sur toile, 81,5 × 100,3 cm[16]

### Allemagne
- Cologne, Wallraf-Richartz-Museum & Fondation Corboud
  - La Fontaine aux Tuileries, vers 1900, huile sur toile[17]
  - Petite Place sous la neige, Chartres, 1919, huile sur toile, 60,5 × 73,5 cm[18]
- Hambourg, Hamburger Kunsthalle: Douce nuit, 1897, huile sur toile, 65 × 100 cm[19]

### Australie
- Sydney, Art gallery of New South Wales: Canal à Bruges, l'hiver, 1899-1900, huile sure toile, 74,7 × 77,4 cm[20]

### Belgique
- Anvers, musée Plantin-Moretus: Le Pavillon dans les roses, 1913, huile sur panneau, 26 × 36 cm[21]
- Bruxelles, musées royaux des Beaux-Arts de Belgique: Le Jardin blanc au crépuscule, 1912, huile sur toile, 77 × 119 cm[22]
- Gand, musée des Beaux-Arts: La Table au jardin blanc de Gerberoy, vers 1900, huile sur toile, 89,5 × 117 cm[23]
- Liège, musée d'Art moderne et d'Art contemporain: Le Pavillon français à Trianon, vers 1910, huile sur toile, 92 × 73 cm.

### Canada
- Ottawa, musée des Beaux-Arts du Canada: Maison de pêcheur au Tréport, vers 1900, huile sur toile, 59,5 × 73,7 cm[24]

### Espagne
- Madrid, museo nacional Thyssen-Bornemisza: 
  - Chaumière en lisière de forêt, Étaples, 1893, huile sur toile, 46,7 × 61,6 cm[25]
  - Soir d'automne, 1895, huile sur toile, 50,2 × 61,9 cm[26]
  - Rue de l'église, Villefranche-sur-mer, vers 1928, huile sur toile, 71 × 60 cm[27]

### États-Unis
- Chicago Art Institute
  - La Seine et le Pont Royal, 1905-1910, huile sur toile[28]
  - Le Portail du parc, vers 1905, huile sur toile, 66 × 81,7 cm[29]
- Huntington Museum of Art
  - Fenêtre sur la baie de Villefranche, 1924, huile sur toile, 91,4 × 73,7 cm[30]
- Indianapolis Museum of Art
  - Les Marches du palais, Versailles, 1925, huile sur toile, 81,3 × 100,3 cm[31]
- Philadelphie, Museum of Art: Maison des roses, vers 1917, huile sur toile, 81,6 × 100,3 cm[32]
- Pittsburgh, Carnegie Museum of Art
  - Clair de lune, 1911, huile sur toile, 87 × 115,6 cm[33]
  - La Maison de Gerberoy: le soir, vers 1930, huile sur toile, 95,2 × 76,2 cm[34]
- Santa Barbara Museum of Art
  - Soleil sur la neige, Chartres, 1902, huile sur toile, 58,4 × 80 cm[35]

### France
- Amiens, musée de Picardie : La Maison aux roses au clair de lune, Versailles, 1928, huile sur toile, 73,6 × 100 cm[36]
- Beauvais, musée de l'Oise MUDO : 
  - La Cathédrale de Beauvais au soleil couchant, 1900, huile sur toile, 92,3 × 74 cm
  - Sous la Tonnelle, Gerberoy, 1924, huile sur toile, 89 × 116 cm[37]
  - Jardin au clair de lune, Gerberoy, 1933, huile sur toile, 65,8 × 49,5 cm[38]
- Boulogne-sur-mer, château-musée : L'Escalier, Gerberoy, 1902, pastel[39]
- Brest, musée des Beaux-Arts : Barque de pêche dans la brume, 1889, huile sur toile.
- Cambrai, musée de Cambrai :
  - Les Volets clos, 1935, huile sur panneau, 27,5 × 35 cm.
  - La Table sous les lampions à Gerberoy, huile sur toile, 1924, 126,4 × 148,6 cm [40][source insuffisante]
- Cahors, musée Henri-Martin: La Table, 1901, huile sur toile, 73 × 70 cm, dépôt du musée d'Orsay[41]
- Châlons-en-Champagne, musée des Beaux-Arts et d'Archéologie : Bénédiction de la mer, 1891, huile sur toile, 340 × 523 cm.
- Chalon-sur-Saône, musée Denon : Le Bouquet devant la fenêtre, 1936, 92 × 69 cm[42].
- Dijon, musée des Beaux-Arts : La Maison sous l'église au crépuscule. Gerberoy, vers 1936, huile sur toile, 72,8 × 60 cm[43]
- Douai, musée de la Chartreuse : 
  - La Communion in extremis, 1889, huile sur toile, 114 × 148 cm[44]
  - Portrait de Madame Piettre, 1896, huile sur toile, 197,5 × 89,5 cm[45]
  - Le Dimanche, 1898, huile sur toile, 112,5 × 192 cm[46]
  - La Cathédrale de Beauvais, 1875-1900, huile sur toile, 112,5 × 192 cm[47]
  - Les Lampions sous la tonnelle, 1875-1900, huile sur toile, 89 × 110,5 cm[48]
  - La Tombe du soldat, 1915, huile sur toile, 100 × 81,5 cm[49]
  - La Nappe rouge, non daté, huile sur toile, 100,5 × 81 cm[50]
- Dreux, musée d'Art et d'histoire : Place à Pontrieux, 1914, huile sur toile
- Dunkerque, musée des Beaux-Arts : La Promenade des orphelines, Berck, 1888, huile sur toile.
- Étaples, musée Quentovic d'Étaples : Jeune Fille de profil, 1892, huile sur bois[51].
- Gray, musée Baron-Martin :
  - Le Dessert, vers 1904, huile sur toile, 80,5 × 65 cm, dépôt du musée d'Orsay[52] ;
  - La Maison paisible, estampe.
- Le Touquet-Paris-Plage, musée municipal : 
  - Portrait du peintre Alphonse Chigot, 1887, huile sur bois, 113 × 43,5 cm[53]
  - Portrait de marin, 1887, huile sur bois, 113 × 43,5 cm [54]
  - Le Matin au Printemps - Le Ciel, dit aussi, Ciel de printemps, 1913, huile sur toile, 125 × 150 cm[55],[56]
  - La Porte ouverte sur le verger, 1924
  - La Maison aux roses, 1926, huile sur bois, 33 × 24 cm[57]
  - La Tasse de thé, 1937-1938, huile sur toile, 65 × 54 cm [58]
  - Les Trois Pots de fleurs, 1937, huile sur toile, 65 × 54 cm[59]
- Lille, palais des Beaux-Arts : Le Presbytère, 1903, huile sur toile, 59 × 62 cm[60].
- Metz, musée de la Cour d'Or : La Treille, Isola Bella, 1909, huile sur toile, 82 × 101 cm.
- Morlaix, musée des Beaux-Arts:
  - Pavillon du Petit-Trianon, 1920, huile sur panneau de bois[61]
- Nantes, musée d'Arts:
  - La Table au soleil, 1911, huile sur toile, 65,5 × 81,5 cm[62]
  - Soir de mai, huile sur toile, 60 × 73 cm[63]
- Nemours, Château-Musée : Les Petits Fossés à Nemours, lithographie, 30,2 × 22,7 cm[64].
- Paris, Assemblée Nationale : La Terrasse, huile sur toile, 80 × 92 cm[65]
- Paris, musée des Beaux-Arts de la Ville de Paris : 
  - Le Vitrail, Chartres, huile sur toile, 92,5 × 63 cm[66]
  - Le Pont des Soupirs, huile sur toile, 89 × 75 cm[67]
  - Roses de Trianon, huile sur toile, 91,5 × 73 cm[68]
- Paris, Sénat: Le Soleil dans la maison, 1926, huile sur toile, 92 × 73,2 cm[69]
- Rennes, musée des Beaux-Arts: L'Église de Tréguier, 1914, huile sur toile, 60 × 73 cm[70]
- Saint-Denis-de-la-Réunion, musée Léon-Dierx : Esquisse pour Saint-Paul de Londres en hiver, 1907, huile sur bois, 17 × 22,2 cm[16]
- Saint-Quentin, musée Antoine-Lécuyer : Les Fenêtres sur le jardin, crépuscule, 1934-1935, huile sur toile, 60 × 73 cm[71].
- Sceaux, musée du Domaine départemental : La Cour d'Honneur (Versailles), 1912, huile sur toile, 84 × 104 cm[72]
- Tourcoing, musée des Beaux-Arts : La Place de la Concorde au clair de lune, 1910, huile sur toile, 97 × 147 cm[73]
- Toulouse, Fondation Bemberg : La Table de la mer, Villefranche-sur-Mer, 1920, huile sur toile, 61 × 52 cm[74]
- Valenciennes, musée des Beaux-Arts : 
  - Chemin du canal à Gravelines, 1902, huile sur bois, 19,2 × 25,5 cm[75]
  - Canal de nuit à Nemours, huile sur bois, 22 × 28 cm[76].
  - Matinée dans un parc, huile sur toile, 112 × 72,2 cm[77]
  - Portrait de madame Batillat, huile sur toile, 46 × 38 cm[78]
  - Jardin à Hampton Court, huile sur bois, 31,3 × 26,2 cm[79]
- Versailles, musée Lambinet : 
  - Musée Lambinet, la façade sur jardin, un soir d'automne, 1931, huile sur toile, 73 × 60 cm[80]
  - Roses, vers 1934-1938, huile sur panneau, 27 × 35 cm[81]

### Irlande
- Dublin, National Gallery of Ireland: Versailles, Cour d'Honneur, vers 1912, huile sur toile, 65 × 81 cm[82]

### Italie
- Venise, Galleria Internazionale d'Arte Moderna di Ca'Pesaro: Table dressée au printemps, 1900-1922, huile sur toile, 68 × 90 cm[83]

### Japon
- Hakone, musée d'Art Pola: Les Trois Roses, 1925, huile sur toile, 97,8 × 130,6 cm[84]
- Hiroshima Museum of Art
  - La Rentrée du troupeau, Étaples, 1889, huile sur toile, 91 × 150,5 cm[85]
  - Le Buste, Gerberoy, 1902, huile sur toile, 73 × 92 cm[86]
  - Le Pavillon, 1927, huile sur toile, 150 × 125 cm[87]
- Kurashiki, musée d'Art Ohara: Une petite table au crépuscule, 1921, huile sur toile, 100 × 81,1 cm[88]

### Pays-Bas
- Amsterdam, Rijksmuseum
  - Vue de Chartres, craie noire et pinceau, 30,7 × 39,8 cm[89]
- Laren, Singer Museum
  - Jeune Fille de Bretagne, 1888, huile sur toile, 65,5 × 46,5 cm[90]
  - Le Pont, Pont-Aven ou Crépuscule, 1913, huile sur toile, 25 × 24,5 cm[91]
  - Lisieux, 1917, huile sur toile, 60,5 × 73,5 cm[92]
  - La Table bleue, 1923, huile sur toile, 73,5 × 92,5 cm[93]
  - Soir sur la Grand'place de Bruxelles, 1923, huile sur toile, 101 × 82 cm[94]
  - Une table dressée pour le souper devant une maison aux rosiers grimpants, 1935, huile sur toile, 50,5 × 61 cm[95]
  - Maisons anciennes au clair de lune, 1935, huile sur toile, 46 × 55 cm[96]
  - Un soir d'hiver, 1936, huile sur toile, 73 × 92 cm[97]
  - Fontaine, vers 1937, huile sur toile, 35 × 28 cm[98]
  - La Piazetta et le Palais des Doges, huile sur toile, 20,5 × 25,5 cm[99]
- Rotterdam, musée Boijmans van Beuningen: Place de Cherbourg, le soir, vers 1934, huile sur toile, 46,5 × 55,7 cm[100]

### Royaume-Uni
- Belfast, Ulster Museum: Le Goûter au jardin, 1903, huile sur toile, 72,8 × 87,2 cm[101]
- Blackburn Museum and Art Gallery: Un coin du parc de Versailles, huile sur panneau, 16 × 20 cm[102]
- Cambridge, The Fitzwilliam Museum:
  - Trafalgar Square, pastel aquarellé sur toile partiellement apprêtée, 59,1 × 72,7 cm[103]
  - The Pond Garden, Hampton Court, huile sur bois, 18,8 × 22,7 cm[104]
- Cardiff, National Museum Wales: Bateaux, Heyst, 1900, huile sur toile, 71,1 × 92,2 cm[105]
- Dundee, Art Galleries and Museums Collection: Beguinage. Maisons à contre-jour, Bruges, 1899, huile sur toile, 58,4 × 78,7 cm[106]
- Glasgow, The Burrell Collection:
  - La Neige, 1901, huile sur toile, 55,9 × 74,9 cm[107]
  - La Vitrine allumée, 1905-1906, huile et craie sur papier sur panneau d'acajou, 30,5 × 40,6 cm[108]
  - Entrées rocheuses au clair de lune, 1928, huile sur toile, 64,5 × 81,3 cm[109]
- Glasgow, Kelvingrove Art Gallery an Museum: Une place de Beauvais au clair de lune, huile sur toile, 70,2 × 92,4 cm[110]
- Kirklees Museums and Galleries: Un Lac italien, huile sur panneau, 25 × 32,8 cm[111]
- Leeds Museums and Galleries: 
  - Clair de lune, huile sur toile, 49,5 × 60,9 cm[112]
  - Une ruelle, la nuit, huile sur toile, 58,4 × 50,8 cm[113]
- Liverpool, Walker Art Gallery:
  - La Cathédrale Saint-Paul depuis le fleuve, soleil du matin, 1906-1907, huile sur toile, 90 × 116 cm[114]
  - L'Île Madre: clair de lune, 1908-1909, huile sur toile, 89,5 × 117 cm[115]
- Londres, Tate: Clair de lune à Gerberoy, 1904, huile sur toile, 65 × 81 cm[116]
- Manchester Art Gallery: Cour depuis une fenêtre, 1904-1910, huile sur toile, 108 × 127 cm[117]
- Oxford, Ashmolean Museum: Un canal de Bruges au crépuscule, huile sur toile, 49 × 65 cm[118]
- Paisley Art Institute Collection:
  - Maison rouge, Bruges,  huile sur toile, 64 × 75 cm[119]
  - Clair de lune, huile sur toile, 74 × 72 cm[120]
- Sheffield Museums Sheffield: 
  - Le Beffroi de Bruges, 1898-1900, huile sur toile, 81 × 56,7 cm[121]
  - Nemours, 1910-1913, huile sur toile, 55,5 × 66 cm[122]

## Salons
- Salon des artistes français :
  - 1891 : La Bénédiction de la mer (médaille de 3e classe) ;
  - 1892 : L'Autel des orphelines (musée des Beaux-Arts d'Arras) ;
  - 1897 : Les Âmes blanches et Lumières cendrée ;
  - 1898 : Le Dimanche.
- Salon de la Société nationale des beaux-arts :
  - 1893 : Départ de Tobie ; Paysage de neige et Soir de neige.

## Expositions
- 1895 : Paris, galerie Georges Petit.
- 1897 : Paris, galerie Mancini.
- 1898 : Bruxelles, Salon de la Libre Esthétique.
- 1900 : en mars, 1re exposition de la Société nouvelle des peintres et sculpteurs, galerie Georges Petit.
- 1914 : Venise, exposition à la biennale.
- 1931 : Bruxelles, rétrospective.
- 1936 : Paris, galerie Durand-Ruel, Les Rosati de France - Edmond Aman-Jean, André Derain, Paul-Élie Gernez, Marcel Gromaire, Henri Le Sidaner, Jacques Lestrille, Henri Matisse, Pauline Peugniez, Maurice Savreux…[123].
- 1999 : exposition au musée d'Ixelles.
- 2006 : Chatou, Île des Impressionnistes, musée Fournaise.
- 2013-2014 : exposition au Singer Museum de Laren (Hollande-Septentrionale).
- 2014 : expositions aux musées de Cambrai (« Henri Le Sidaner et la douceur de vivre »), du Touquet (« Henri Le Sidaner et ses amitiés artistiques »), de Dunkerque (« Henri Le Sidaner, œuvres de jeunesse ») et à la Maison du Port d'Etaples (« Henri Le Sidaner 1862-1939. Voyages d’étude »).

## Pour approfondir

### Iconographie
- Marie Duhem, Henri Le Sidaner, huile sur toile, 1894, musée des beaux-arts de Dunkerque.
- Félix Desruelles, Henri Le Sidaner, 1906, buste en bronze[124].